# Auferstehungskirche (Hamburg-Marmstorf)

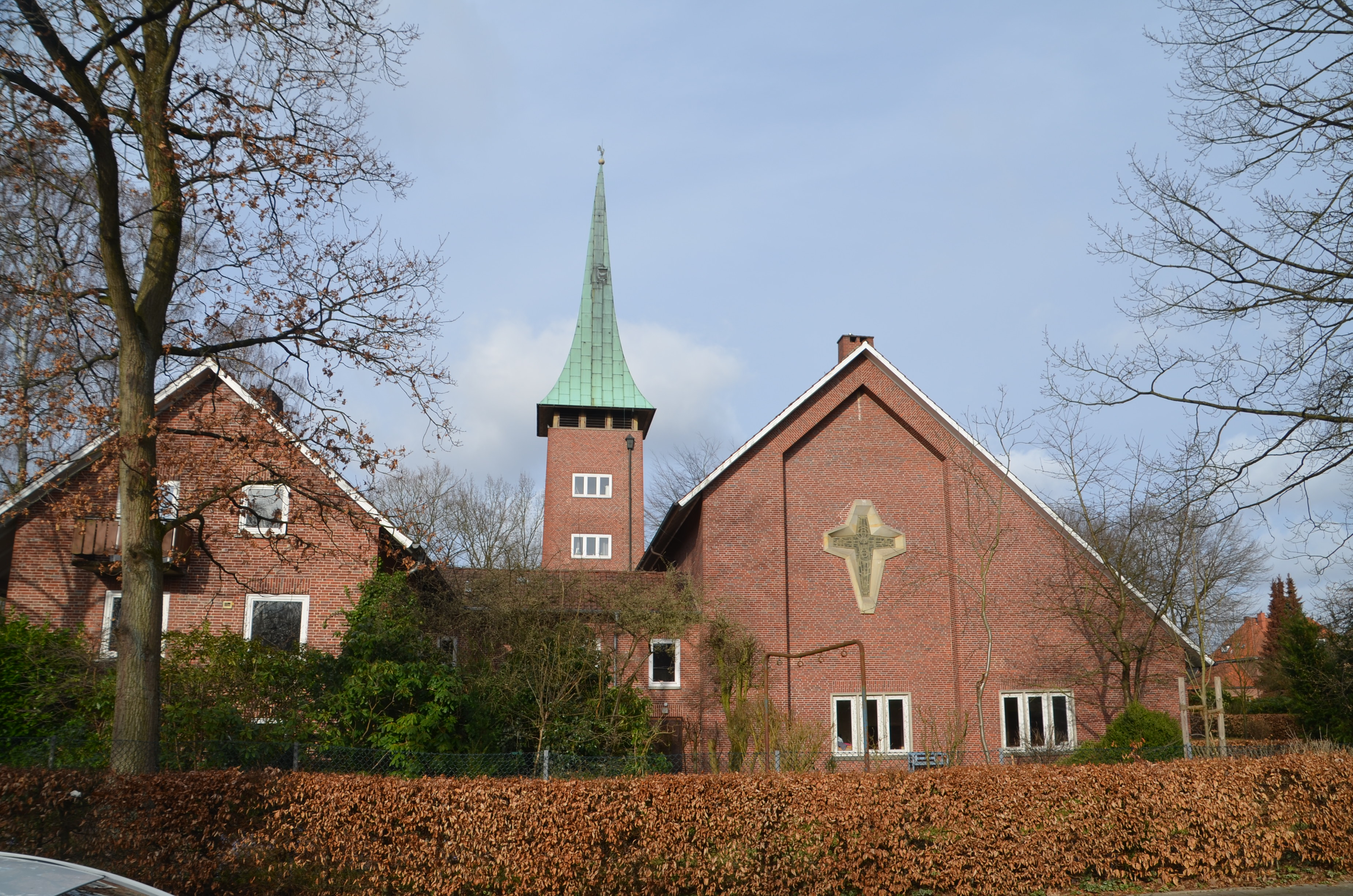
Hamburg-Marmstorf, Auferstehungskirche mit Pfarrhaus

Die Auferstehungskirche ist ein evangelisch-lutherisches Kirchengebäude im Hamburger Stadtteil Marmstorf. Während das angegliederte Pfarrhaus bereits 1957 fertiggestellt wurde, wurde der Bau der Kirche nach Plänen des Architektenbüros Schmidt + Kraul am 16. März 1958 mit der Grundsteinlegung
begonnen. Am Ewigkeitssonntag 1959 weihte Landesbischof Hanns Lilje die Kirche ein. Fünf Jahre später wurde eine Orgel eingebaut. Seit 1974 besteht am Marmstorfer Einkaufszentrum das Gemeindehaus, welches sich gut 500 Meter entfernt vom Kirchengebäude befindet.
Erster Pastor war Friedrich Kunst (1959–1963), der bereits seit 1953 eine Pfarrstelle in der Muttergemeinde Sinstorf innehatte. Ihm folgten Udo-Volkmar Brederecke (1964–1975), Jürgen Temme (1967–1973), Jürgen Wiechert (1974–1976), Bernd Feise (1975–1982), Wolfgang Lenk (1977–1992), Olav Hanssen (1983–2001), Peter Kanehls (1992–1997), Barbara Schnoor (1997–2012) und Thomas von der Weppen (seit 2001).